# 丹那駅
丹那駅（たんなえき）は、かつて広島県広島市宇品（現在の南区宇品東三丁目）に所在していた日本国有鉄道（国鉄）宇品線の旅客駅である。
この項目では丹那駅の前身ともいえる「丹那簡易停車場」（ - かんいていしゃじょう / 1904年 - 1919年設置）および近隣に位置し比較的早く廃止された「下丹那駅」（しもたんなえき / 1934年 - 1943年設置）についても扱う。

## 概要
第二次世界大戦前、芸備鉄道によって開業された宇品線の駅（開業当時は停留場）の一つであり、芸備鉄道の国有化に際して国鉄に移管された。戦後、乗降客数の減少によって廃止され、ホームなどの施設が撤去されて久しいため、駅の正確な位置など不明な点が多い。

## 歴史
1930年12月、丹那駅は当時宇品線の運営を委託されていた芸備鉄道により「丹那停留場」として開業した。その前身は1904年6月、山陽鉄道によって開業された丹那簡易停車場であるが、同停車場はのちの丹那駅の南0.2kmの地点に所在していた。この停車場は山陽鉄道国有化（1906年12月）ののち1919年8月に宇品線の旅客営業が一旦停止になったため廃止になった。
丹那停留場は1937年7月の芸備鉄道国有化により丹那駅と改称され、戦時中の燃料事情によって宇品線の一部の駅が営業休止になるなかでも存続したが、第二次世界大戦後には乗降客数が減少し、1966年12月、宇品線の一般旅客営業停止に伴い廃止された。

### 年表
- 1904年（明治37年）6月12日：山陽鉄道により丹那簡易停車場の開業[1]。
- 1906年（明治39年）12月1日：山陽鉄道国有化により鉄道作業局[注 3]に移管。
- 1919年（大正8年）8月1日：宇品線の旅客営業廃止により丹那停車場は廃止[1]。
- 1930年（昭和5年）12月20日：芸備鉄道により丹那停留場の開業[1]。
- 1937年（昭和12年）7月1日：芸備鉄道国有化により停車場に昇格され丹那駅と改称[1]。
- 1960年（昭和35年）4月1日：駅員無配置駅となる[2]。
- 1966年（昭和41年）12月20日：上大河駅 - 宇品駅間の旅客運輸営業廃止に伴い廃止される[1]。

## 駅の所在地・構造
宇品線のルートおよび駅間距離より、かつて「桜土手」と呼ばれた現・県道86号線（黄金山通り）と宇品線が平面交差する丹那踏切（現在の「広島南警察署前」交差点よりやや西側）の南側に位置していた（広島南警察署と福山通運広島宇品支店に挟まれた箇所）と推定される。駅の構造は1面1線の単式片面のもので、線路の東側にホームおよび改札機能のみの駅舎が置かれていた。一時期、駅からは西側に隣接する陸軍運輸部（現在のマツダ宇品工場）への支線が敷設されていたが、詳細は不明である。この駅から宇品駅までの線路は宇品地区が新開地として造成（1890年竣工）された時の東堤防（この土手道はのちに車道として整備され、現在の「海岸通り」となっている）の西側に敷設されたものであり、戦後しばらくの間、この土手道より東側は広島湾であったが、その後の埋め立てにより駅の廃止時には東洋工業（現・マツダ）の宇品東工場敷地となり、現在に至っている。

## 近隣の施設
廃止（1966年12月）時点のもの。
- 広島市立翠町中学校 - 戦前の市立第三高等小学校。現存。
- 東洋工業宇品工場 - 戦前の陸軍運輸部・錦華人絹広島工場の跡地を継承し「マツダ」への社名変更を経て現在に至っている。
- 広島南警察署 - 1964年にこの地に移転し現在に至っている。
- 熊平製作所本社 - その後「クマヒラ」に社名変更し現在に至っている。
- 広島女子大学 - 戦前の県立広島女子専門学校を継承。その後2005年に他の県立2大学と統合し県立広島大学が発足、同大学の広島キャンパスとなっている。
- 県立広島病院 - 1948年、日本医療団広島中央病院の施設･敷地を継承し発足。現在に至っている。
- 宇品郵便局
- 広島県道86号翠町仁保線

## 駅址の現状
1966年の廃止以後、駅施設は早々に撤去されたが、1986年10月の「宇品四者協定線」廃止まで貨物列車の定期運行が行われ線路の使用は続いた。ただし、その運行は早朝1往復に限られ日中の列車の往来はなくなったため、駅跡付近は次第に近隣住民の通路や遊び場、菜園などとして利用された。現在は線路は完全に撤去されているが、かつての丹那踏切の南側の線路跡には枕木を利用した囲いが一部残存し宇品線の名残をとどめている。なお、「広島南警察署前」交差点の北東角にはかつてのポイントを再利用した宇品線のモニュメントが設置されているが、その位置は旧・宇品線の線路跡の東側であり、丹那駅の所在地とも異なる。その後駅址付近に駅名標を模し当時の駅の写真を付した「鉄道伝説ゆかりの地」のモニュメント（冒頭画像）が設置された。

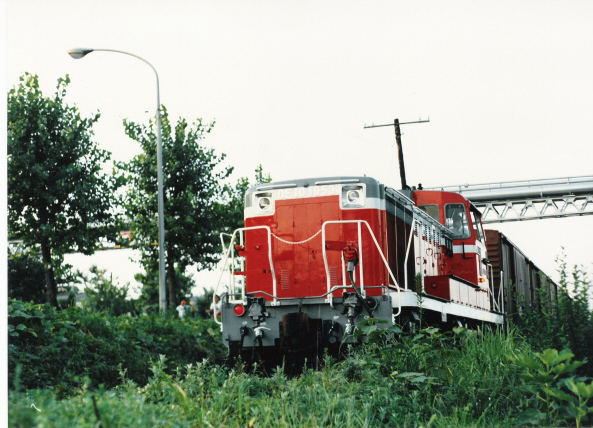
宇品駅 - 丹那駅間を走る宇品四者協定線時代の上り貨物列車（1986年7月）
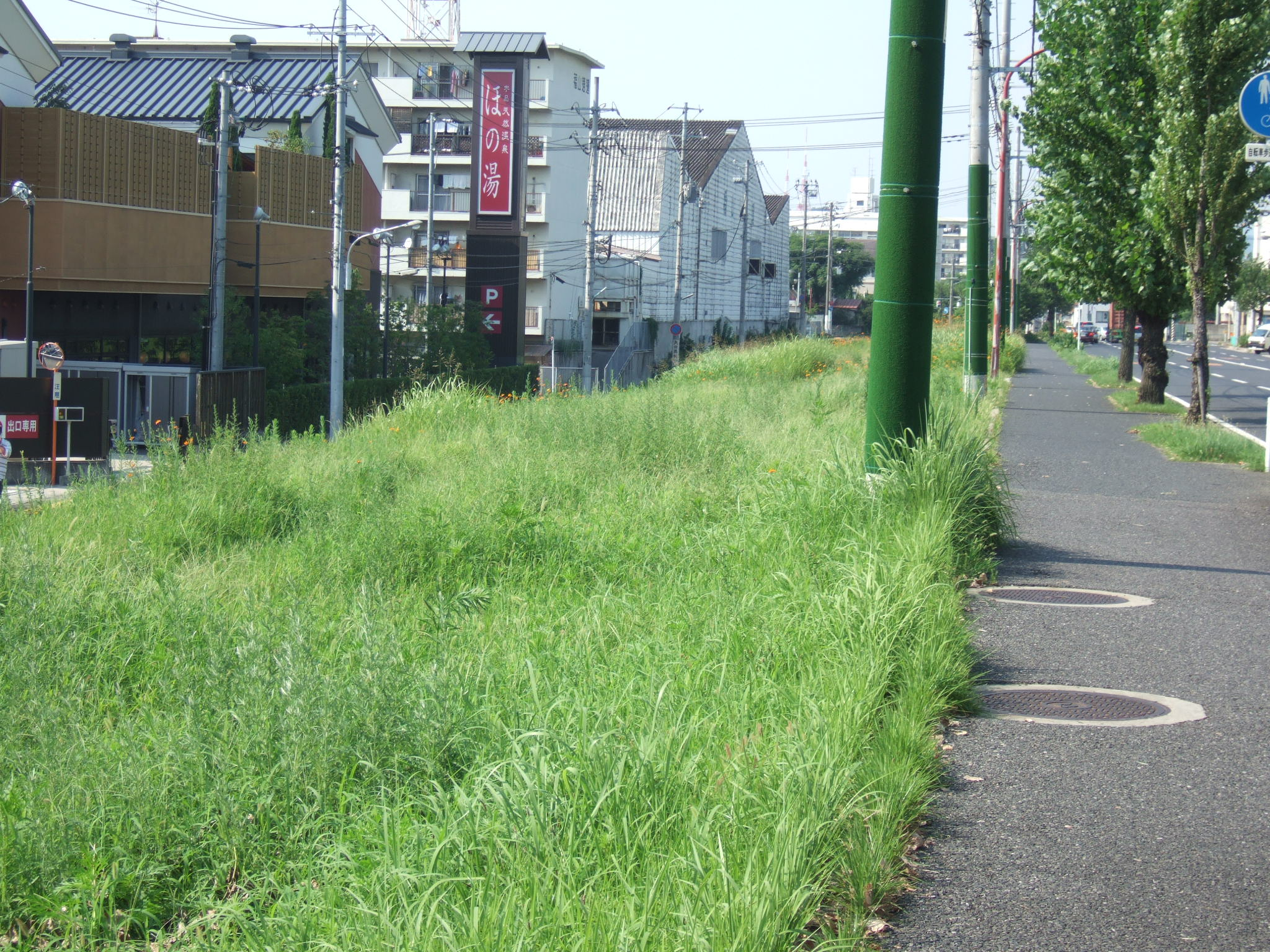
丹那駅跡南側の線路跡（2009年）
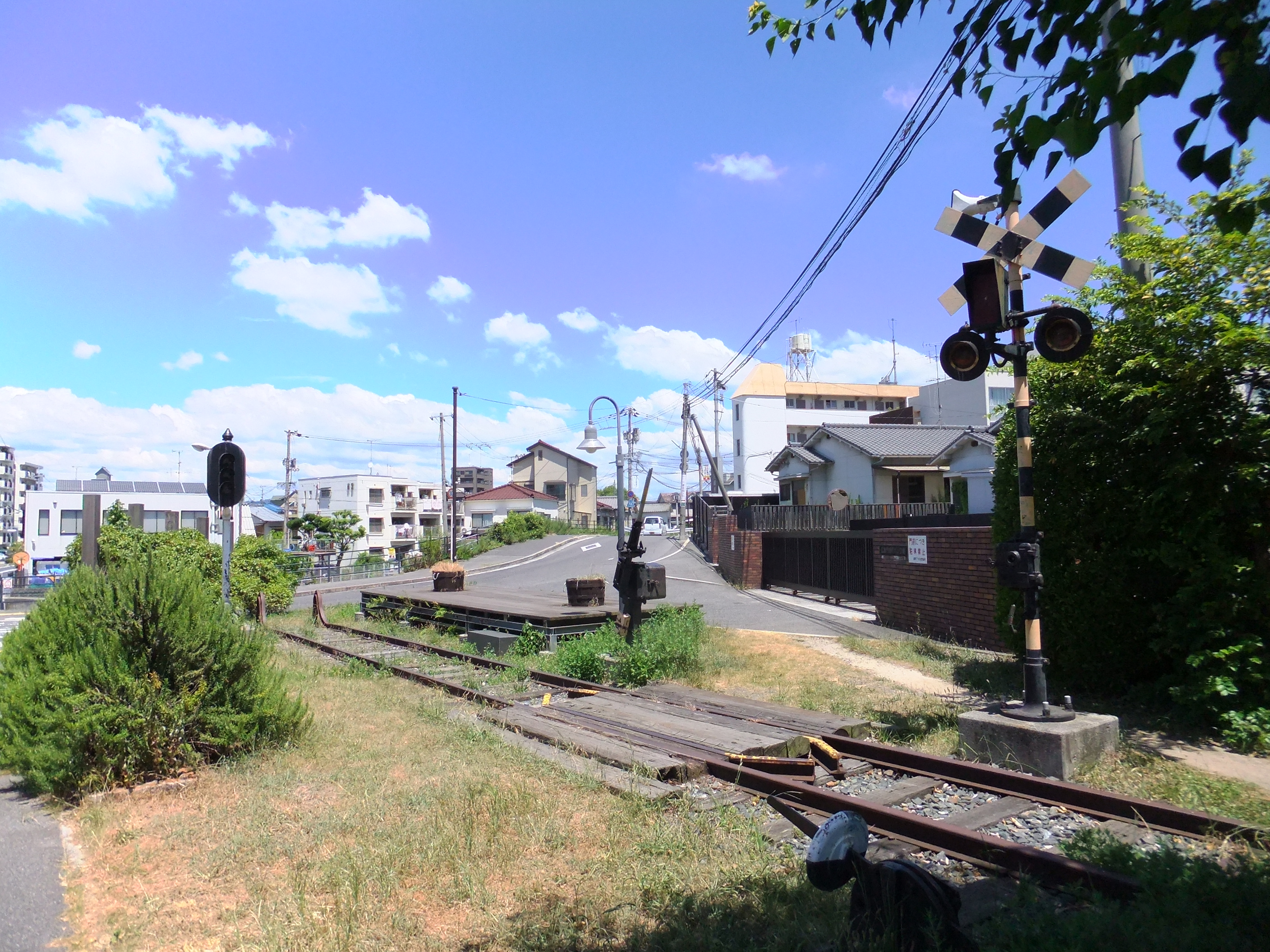
丹那駅跡近辺のモニュメント

## 下丹那駅

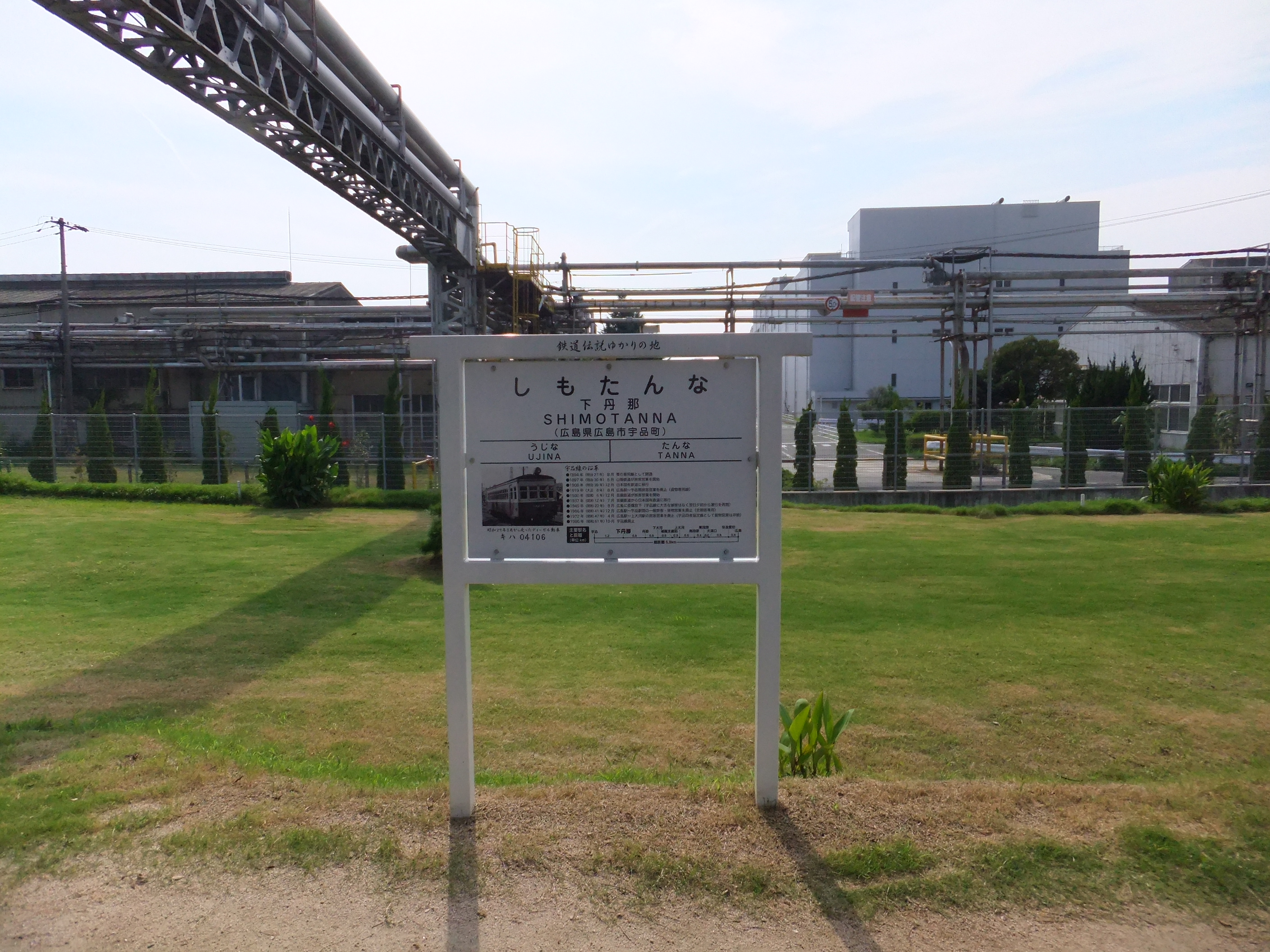
下丹那駅跡を示すモニュメント（2014年）

下丹那駅は1934年（昭和9年）12月1日、芸備鉄道により「人絹裏停留場」（じんけんうらていりゅうじょう）として開業された。駅名は1933年に誘致された近隣（駅西側）の錦華人絹（のちの大和紡績）広島工場にちなむもので、広島駅からは4.7kmの地点にあり、前駅の丹那駅、次駅の宇品駅との駅間距離はそれぞれ0.9km、1.2kmであった。1937年7月1日、芸備鉄道国有化により停留場から停車場に昇格され下丹那駅と改称したが、戦時中の燃料事情により1943年10月1日営業休止となり、そのまま復活せず廃止となった。2014年現在では、丹那駅同様、駅址付近に「鉄道伝説ゆかりの地」のモニュメントが設置されている。

## 隣の駅
廃止（1966年12月20日）時点のもの。
日本国有鉄道
宇品線
下大河駅 - 丹那駅 - 宇品駅